# Zim (software)
Zim es un software para creación de notas personales que se guardan en formato wiki. Puede contener notas con enlaces, imágenes, tablas y un formato enriquecido que son almacenadas en formato de texto plano dentro de un árbol de jerarquía.
Su licencia es GPL y está programado empleando Python y GTK. Su interfaz se ejecuta en escritorio, disponible para sistemas Linux, BSD y Windows.
Entre las características que incluye se encuentra editor visual con soporte para títulos, listas, tablas, resaltado enlaces; la escritura Markdown, pestañas, calendario, lista de tareas, imágenes y exportar a LaTeX o HTML.
Puede extender su funcionamiento con plugins como ecuaciones (LaTeX o dvipng), gráficos (R o Gnuplot), corrección ortográfica (gtkspell) entre otros. Cuenta con un servidor interno para compartir las notas vía web.